# Каледонія (округ Тремполо, Вісконсин)
Каледонія (англ. Caledonia) — місто (англ. town) в США, в окрузі Тремполо штату Вісконсин. Населення — 928 осіб (2020).

## Демографія
Згідно з переписом 2010 року, у місті мешкало 920 осіб у 342 домогосподарствах у складі 262 родин. Було 369 помешкань
Расовий склад населення:
| - 97,9 % — білих - 0,9 % — азіатів - 0,4 % — корінних американців |

До двох чи більше рас належало 0,7 %. Частка іспаномовних становила 1,4 % від усіх жителів.
За віковим діапазоном населення розподілялося таким чином: 24,6 % — особи молодші 18 років, 66,3 % — особи у віці 18—64 років, 9,1 % — особи у віці 65 років та старші. Медіана віку мешканця становила 40,7 року. На 100 осіб жіночої статі у місті припадало 98,7 чоловіків;  на 100 жінок у віці від 18 років та старших — 95,5 чоловіків також старших 18 років.
Середній дохід на одне домашнє господарство  становив 81 056 доларів США (медіана — 68 472), а середній дохід на одну сім'ю — 85 252 долари (медіана — 71 786). Медіана доходів становила 62 750 доларів для чоловіків та 34 115 доларів для жінок. За межею бідності перебувало 6,7 % осіб, у тому числі 9,1 % дітей у віці до 18 років та 6,3 % осіб у віці 65 років та старших.
Цивільне працевлаштоване населення становило 491 особа. Основні галузі зайнятості: виробництво — 25,9 %, освіта, охорона здоров'я та соціальна допомога — 18,7 %, будівництво — 9,0 %, оптова торгівля — 6,9 %.